# Dactylus
Een dactylus (mv. dactylen of dactyli) (Oudgrieks: δάκτυλος (dáktylos), vinger) is een versvoet bestaande uit een beklemtoonde lettergreep gevolgd door twee onbeklemtoonde lettergrepen. Men noteert de dactylus als {\displaystyle -\smile \smile }. Muzikaal-ritmisch gezien is de dactylus een driekwartsmaat. 
Het woord komt via het Latijn uit het Grieks en betekent vinger. De versvoet heeft waarschijnlijk deze naam gekregen omdat een vinger uit één lang kootje en twee korte kootjes bestaat. Dactylus is als woord zelf metrisch gezien een dactylus, en is daarmee een zelfvervuller. Dit kan als ezelsbruggetje dienen om deze versvoet te onthouden.

## Voorbeeld
Dood was het hout, maar het hout moest herleven:
dood was zijn blad, maar de christene maagd
had het een blad en een blomme gegeven,
schoonder en beter als ‘t levende draagt:
-Guido Gezelle

## Ollekebolleke
Een dichtvorm waarin gebruik gemaakt wordt van de dactylus is het ollekebolleke (Engels: double dactyl). Een ollekebolleke bestaat uit acht regels met ieder een dubbele dactylus.
De zesvoetige dactylus wordt (dactylische) hexameter genoemd. Dit is de klassieke versvoet van het Griekse epos.